# 黒岩義民
黒岩 義民（くろいわ よしたみ、生年不明 - 2012年12月12日）は、日本の編集技師。

## 略歴
東宝製作の日本映画の編集に携わることが多い。岡本喜八監督作を数多く手がけていた。
2012年12月死去。

## 主な編集作品
※★印は岡本喜八監督作品。

### 1950年代
- 土曜日の天使 （1954年）
- おかしな奴 （1956年）
- 東京の休日 （1958年）
- 無法松の一生 （1958年）
- 或る剣豪の生涯 （1958年）
- 暗黒街の顔役 （1959年）★
- 孫悟空 （1959年）
- 潜水艦イ-57降伏せず （1959年）

### 1960年代
- 暗黒街の対決 （1960年）★
- 黒い画集 あるサラリーマンの証言 （1960年）
- 顔役暁に死す （1961年）
- 紅の海 （1961年）
- ゲンと不動明王 （1961年）
- 野盗風の中を走る (1961年)
- 紅の空 （1962年）
- ニッポン無責任時代 （1962年）
- ニッポン無責任野郎 （1962年）
- 白と黒 （1963年）
- 青島要塞爆撃命令 （1963年）
- 日本一の色男 （1963年）
- 大盗賊 （1963年）
- 江分利満氏の優雅な生活 （1963年）★
- 今日もわれ大空にあり （1964年）
- 続・若い季節 （1964年）
- ああ爆弾 （1964年）★
- 男嫌い (1964年)
- 日本一のホラ吹き男 （1964年）
- ホラ吹き太閤記 （1964年）
- 悪の紋章 （1964年）
- 侍 （1965年）★
- 日本一のゴマすり男 （1965年）
- けものみち （1965年）
- 血と砂 （1965年）★
- 大冒険 （1965年）
- エレキの若大将 （1965年）
- 大菩薩峠 （1966年）★
- 日本一のゴリガン男 （1966年）
- 奇巌城の冒険 （1966年）
- アルプスの若大将 （1966年）
- ゼロ・ファイター 大空戦 （1966年）
- クレージー大作戦 （1966年）
- レッツゴー!若大将 （1967年）
- 殺人狂時代 （1967年）★
- 続・何処へ （1967年）
- 幕末てなもんや大騒動 （1967年）
- 日本のいちばん長い日 （1967年）★
- 育ちざかり （1967年）
- 日本一の男の中の男 （1967年）
- さらばモスクワ愚連隊 （1968年）
- めぐりあい （1968年）
- 斬る （1968年）★
- 若者よ挑戦せよ （1968年）
- 日本一の裏切り男 （1968年）
- クレージーのぶちゃむくれ大発見 （1969年）
- クレージーの大爆発 （1969年）
- 死ぬにはまだ早い （1969年）
- ブラック・コメディ ああ！馬鹿 （1969年）
- 日本海大海戦 （1969年）
- 弾痕 （1969年）
- 地獄変 （1969年）
- 日本一の断絶男 （1969年）
- 野獣の復活 （1969年）

### 1970年代
- 蝦夷館の決闘 （1970年）
- 豹は走った （1970年）
- 日本一のヤクザ男 （1970年）
- 激動の昭和史 軍閥 （1970年）
- 商魂一代 天下の暴れん坊 （1970年）
- 学園祭の夜 甘い経験 （1970年）
- 激動の昭和史 沖縄決戦 （1971年）★
- ゴジラ対ヘドラ （1971年）
- 女の花道 （1971年）
- ユートピア （1972年）
- 白鳥の歌なんか聞こえない （1972年）
- 海軍特別年少兵 （1972年）
- にっぽん三銃士 おさらば東京の巻 （1972年）★
- にっぽん三銃士 博多帯しめ一本どっこの巻 （1973年）★
- 王将 （1973年）
- 人間革命 （1973年）
- 日本侠花伝 （1973年）
- しあわせ （1974年）
- 野獣死すべし 復讐のメカニック （1974年）
- 青葉繁れる （1974年）★
- 沖田総司 （1974年）
- 告訴せず （1975年）
- 吶喊 （1975年）★
- メカゴジラの逆襲 （1975年）
- 青い山脈 （1975年）
- 陽のあたる坂道 （1975年）
- おしゃれ大作戦 （1976年）
- あいつと私 （1976年）
- 大空のサムライ （1976年）
- 恋の空中ぶらんこ （1976年）
- アラスカ物語 （1977年）
- 日本人のへそ （1977年）
- 青年の樹 （1977年）
- 極底探険船ポーラーボーラ （1977年、日米合作）[3]
- 姿三四郎 （1977年）★
- 翼は心につけて （1978年）
- ブルークリスマス （1978年）★
- ピンク・レディーの活動大写真 （1978年）
- 黄金のパートナー （1979年）
- 英霊たちの応援歌 最後の早慶戦 （1979年）★
- 神様なぜ愛にも国境があるの （1979年）

### 1980年代
- 翔べイカロスの翼 （1980年）
- 青春グラフィティ スニーカーぶる〜す （1981年）
- ブルージーンズ メモリー （1981年）
- 連合艦隊 （1981年）
- アモーレの鐘 （1981年）
- グッドラックLOVE （1981年）
- 武士道ブレード The Bushido Blade （1981年、英米合作）
- 南十字星 The Southern Cross/The Highest Honor （1982年、日豪合作映画）
- ハイティーン・ブギ （1982年）
- 三等高校生 （1982年）
- TOSHI in TAKARAZUKA Love Forever （1983年）
- 嵐を呼ぶ男 （1983年）
- エル・オー・ヴィ・愛・N・G （1983年）
- 零戦燃ゆ （1984年）
- ゴジラ （1984年）
- 愛・旅立ち （1985年）
- 山下少年物語 （1985年）
- ジャズ大名 （1986年）★
- 子象物語 地上に降りた天使 （1986年）
- ゴルフ夜明け前 （1987年）
- アナザー・ウェイ ―D機関情報― （1988年）
- ガンヘッド （1989年）

### 1990年代
- 飛ぶ夢をしばらく見ない （1990年）
- ヒルコ 妖怪ハンター （1991年）
- 勝利者たち （1992年）

## 受賞歴
- 第6回アジア太平洋映画祭編集賞